# Manfred Mölgg
Manfred Mölgg (* 3. Juni 1982 in Bruneck) ist ein ehemaliger italienischer Skirennläufer. Der Südtiroler gewann drei Slaloms im Weltcup. In dieser Disziplin wurde er 2007 Vizeweltmeister, in der Saison 2007/08 entschied er die Slalom-Disziplinenwertung für sich. Jeweils eine Bronzemedaille gewann er bei den Weltmeisterschaften 2011 im Slalom und 2013 im Riesenslalom. Seine jüngere Schwester Manuela Mölgg gehörte ebenfalls der italienischen Skinationalmannschaft an.

## Biografie

### Aufstieg in den Weltcup
Mölgg begann im Alter von vier Jahren mit dem Skisport. Unter der Obhut seines Onkels Marco Kaneider, den er als einflussreichste Person seiner Karriere bezeichnet, schaffte er 1997 den Sprung in den Südtiroler Landeskader. Im Dezember desselben Jahres nahm er als 15-Jähriger erstmals an FIS-Rennen teil. Ab 2000 gehörte er dem C-Kader der italienischen Skinationalmannschaft an, ab 2002 dem B-Kader und schließlich ab 2003 dem A-Kader. Die ersten Einsätze im Europacup hatte er im Dezember 2001, im März 2002 wurde er italienischer Slalom-Juniorenmeister. In der Saison 2002/03 begann sich Mölgg im Europacup zu etablieren, die erste Podestplatzierung erzielte er Mitte Januar 2003 als Zweiter des Riesenslalom von Saas-Fee. Vier Wochen später, am 11. Februar 2003, gelang ihm im Slalom von Oberjoch der erste Europacupsieg. Ende der Saison standen sechs Podestplätze und der zweite Platz in der Slalom-Disziplinenwertung des Europacups zu Buche. Hinzu kam sein erster italienischer Meistertitel.
Das erste Mal an einem Weltcuprennen nahm Mölgg am 12. Januar 2003 teil, wobei er im Riesenslalom von Bormio auf Platz 56 fuhr. Regelmäßig zu Einsätzen im Weltcup kam er ab der Saison 2003/04. Weltcuppunkte gewann er erstmals am 15. Dezember 2003 im Slalom von Madonna di Campiglio, wo er überraschend auf den fünften Platz fuhr. Bereits fünf Wochen später, am 21. Februar 2004, stand er als Zweiter des Slaloms von Schladming erstmals auf dem Podest. Dabei musste er sich nur Benjamin Raich geschlagen geben. Mit regelmäßigen Top-10-Klassierungen qualifizierte er sich für die Weltmeisterschaften 2005 in Bormio, wo er im Riesenslalom den 13. Platz belegte. In der Weltcupsaison 2005/06 reichte es ihm nur zu einem Top-10-Ergebnis, seine zwei Renneinsätze bei den Olympischen Winterspielen 2006 in Turin endeten jeweils mit einem Ausfall.

### Höhepunkte
Eine deutliche Steigerung gelang Mölgg in der Weltcupsaison 2006/07. Nach einem verhaltenen Saisonbeginn folgten ab der zweiten Dezemberhälfte acht Top-10-Platzierungen. In den Slaloms von Kitzbühel, Kranjska Gora und Lenzerheide wurde er jeweils Dritter. Einen ersten Karrierehöhepunkt erlebte er bei den Weltmeisterschaften 2007 in Åre. Dort gewann er die Silbermedaille im Slalom, wobei sein Rückstand auf Sieger Mario Matt fast zwei Sekunden betrug. Sehr beständig fuhr Mölgg im Winter 2007/08, vor allem im Slalom. Nach drei dritten und einem zweiten Platz gelang ihm am 9. März 2008 in Kranjska Gora der erste Sieg in einem Weltcuprennen. Sechs Tage später sicherte er sich beim Weltcupfinale in Bormio den Gewinn der Disziplinenwertung, mit 19 Punkten Vorsprung auf Jean-Baptiste Grange. Nicht zahlreiche Siege waren für diesen Erfolg verantwortlich, sondern die Tatsache, dass er im Gegensatz zur Konkurrenz in jedem Rennen ins Ziel kam und mit einer Ausnahme stets unter den besten 15 platziert war. Ebenfalls eine Leistungssteigerung gelang ihm im Bereich Riesenslalom: Zwei zweite Plätze ergaben in der Disziplinenwertung den dritten Rang.
Dieses hohe Niveau konnte Mölgg in der Saison 2008/09 nicht ganz halten. Saisonhöhepunkt war der Slalom-Weltcupsieg am 1. Februar 2009 in Garmisch-Partenkirchen, während er bei der darauf folgenden Weltmeisterschaften 2009 in Val-d’Isère die hohen Erwartungen nicht erfüllen konnte. Zu Beginn der Saison 2009/10 gewann er bei der nur einmal ausgetragenen Hallen-Skieuropameisterschaft in Amnéville die Bronzemedaille. Im weiteren Verlauf des Winters gelangen ihm im Weltcup je ein zweiter und dritter Platz, während bei seinen zweiten Olympischen Winterspielen 2010 in Vancouver der siebte Platz im Slalom sein bestes Ergebnis war.
Mölgg blieb ein Podestplatz während des Weltcups 2010/11 zwar verwehrt (bestes Ergebnis war der vierte Platz im Slalom von Schladming), doch bei den Weltmeisterschaften 2011 in Garmisch-Partenkirchen gewann er die Slalom-Bronzemedaille. Nachdem er im Weltcup 2011/12 nicht über einen achten Platz hinauskam, verlief die Saison 2012/13 bedeutend besser: 13 Mal klassierte er sich unter den besten zehn, je einmal stand er als Zweiter und Dritter auf dem Podest. Eine weitere Bronzemedaille, diesmal im Riesenslalom, gewann er bei den Weltmeisterschaften 2013 in Schladming.

### Weiterer Verlauf der Karriere
Während der Weltcupsaison 2013/14 gelang Mölgg ein Podestplatz. Enttäuschend verliefen hingegen die Olympischen Winterspiele 2014 in Sotschi, als er sowohl im Riesenslalom als auch im Slalom jeweils im zweiten Durchgang ausschied. Mitte August 2014 erlitt er im Training einen Achillessehnenriss, was ihn zu einer mehrmonatigen Pause zwang. Erst im Januar 2015 konnte er wieder an den Start gehen, schaffte es aber doch noch, sich für die Weltmeisterschaften 2015 zu qualifizieren. Bestes Weltcupergebnis in diesem Winter war ein 13. Platz. Im Weltcup 2015/16 war eine Aufwärtstendenz erkennbar, mit acht Top-10-Platzierungen und einem fünften Platz als bestes Ergebnis. Zumindest im Slalom gehörte Mölgg in der Weltcupsaison 2016/17 erneut der Weltspitze an: In acht von zehn Rennen klassierte er sich unter den besten zehn. Saisonhöhepunkt war der erste Platz in Zagreb am 5. Januar 2017, sein erster Weltcupsieg nach fast acht Jahren und sein dritter insgesamt. Mit zwei weiteren Podestplätzen sicherte er sich Rang drei in der Disziplinenwertung. Hingegen konnte er die höher gewordenen Erwartungen bei den Weltmeisterschaften 2017 in St. Moritz bei weitem nicht erfüllen.
Auch im Weltcup 2017/18 zeigte Mölgg ansprechende Leistungen und erzielte acht Ergebnisse unter den besten zehn, zu einem Podestplatz reichte es hingegen nicht. Unterdurchschnittlich waren seine Ergebnisse bei den Olympischen Winterspielen 2018 in Pyeongchang, wo er nicht über Platz 12 im Slalom hinauskam. Weitere drei Top-10-Ergebnisse gelangen ihm im Weltcup 2018/19 (jeweils ein sechster Platz). Bei den Weltmeisterschaften 2019 in Åre klassierte er sich im Slalom auf Platz 18. Ähnlich wie in den vorangegangenen Wintern waren Mölggs Leistungen zu Beginn der Weltcupsaison 2019/20. Am 11. Januar 2020 stürzte er im Riesenslalom von Adelboden und erlitt dabei einen Kreuzbandriss im linken Knie. Dies bedeutete das vorzeitige Ende der Saison.
Am 9. März 2022 trat Mölgg nach dem ersten Lauf des Slaloms von Flachau vom Spitzensport zurück. Seit April 2023 ist er Rennsport-Manager der Tecnica Group.

## Privates
Manfred Mölgg ist der Cousin des österreichischen Schauspieler Robert Palfrader. 2022 wurden Mölgg und seine Lebensgefährtin Ruth Eltern eines Sohnes. Gemeinsam mit seiner Schwester Manuela Mölgg betreibt er das Hotel MÖLGG Dolomites Residence in St. Vigil.

## Erfolge

### Olympische Spiele
- Vancouver 2010: 7. Slalom, 22. Riesenslalom
- Pyeongchang 2018: 12. Slalom 13. Riesenslalom

### Weltmeisterschaften
- Bormio 2005: 13. Riesenslalom
- Åre 2007: 2. Slalom, 19. Riesenslalom
- Val-d’Isère 2009: 12. Riesenslalom
- Garmisch-Partenkirchen 2011: 3. Slalom, 17. Riesenslalom
- Schladming 2013: 3. Riesenslalom
- Vail/Beaver Creek 2015: 11. Slalom
- St. Moritz 2017: 14. Slalom, 20. Riesenslalom
- Åre 2019: 18. Slalom
- Cortina d’Ampezzo 2021: 14. Slalom

### Weltcupwertungen

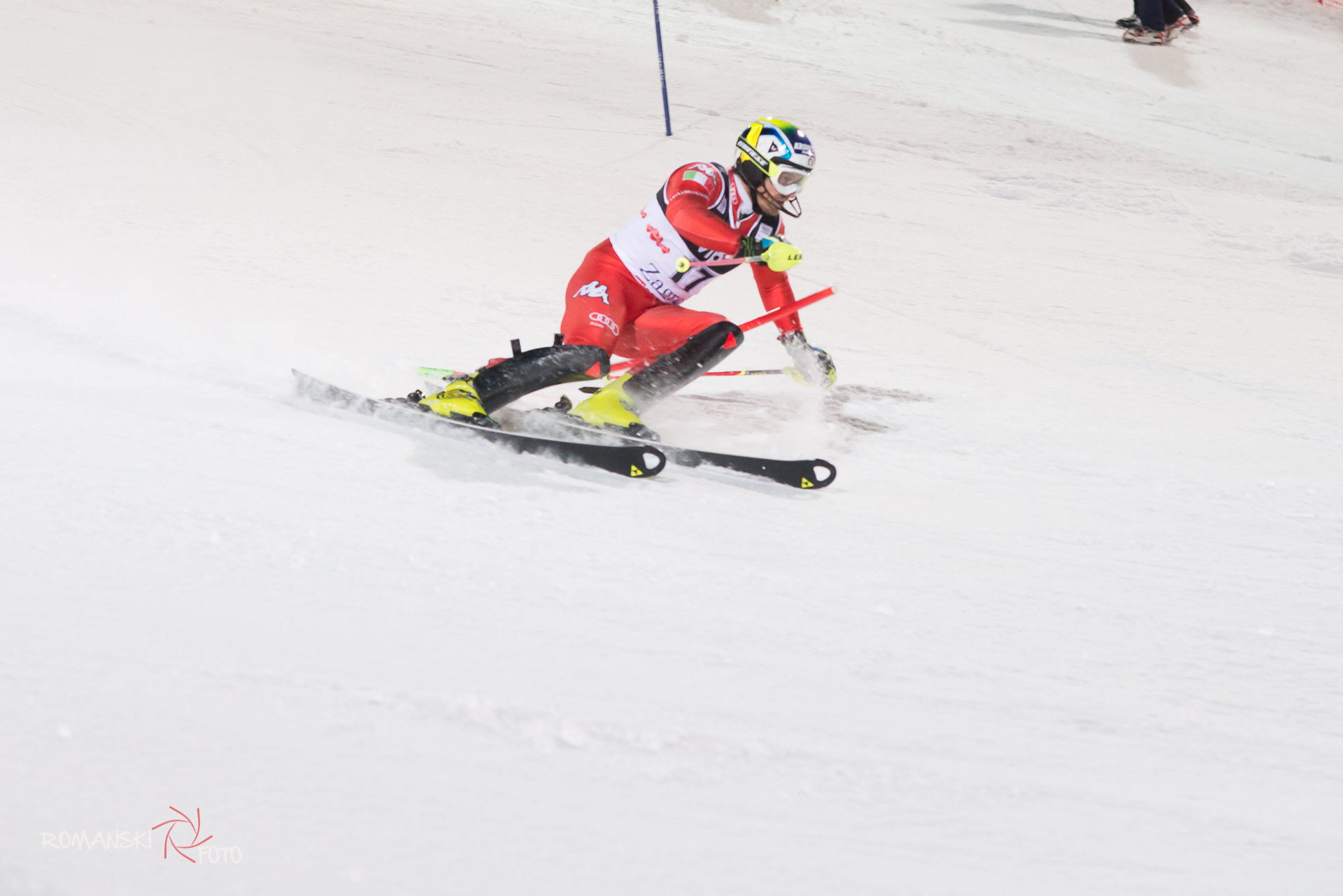
Manfred Mölgg beim Weltcupslalom in Zagreb 2015

| Saison  | Gesamt | Gesamt | Super-G | Super-G | Riesenslalom | Riesenslalom | Slalom | Slalom | Kombination | Kombination | City Event | City Event |
| Saison  | Platz  | Punkte | Platz   | Punkte  | Platz        | Punkte       | Platz  | Punkte | Platz       | Punkte      | Platz      | Punkte     |
| ------- | ------ | ------ | ------- | ------- | ------------ | ------------ | ------ | ------ | ----------- | ----------- | ---------- | ---------- |
| 2003/04 | 27.    | 326    | –       | –       | 23.          | 90           | 9.     | 236    | –           | –           | –          | –          |
| 2004/05 | 19.    | 398    | –       | –       | 15.          | 142          | 8.     | 256    | –           | –           | –          | –          |
| 2005/06 | 56.    | 126    | –       | –       | 25.          | 67           | 28.    | 59     | –           | –           | –          | –          |
| 2006/07 | 18.    | 453    | –       | –       | 10.          | 119          | 5.     | 334    | –           | –           | –          | –          |
| 2007/08 | 4.     | 924    | 35.     | 14      | 3.           | 376          | 1.     | 531    | 51.         | 3           | –          | –          |
| 2008/09 | 17.    | 484    | –       | –       | 19.          | 101          | 6.     | 370    | 34.         | 13          | –          | –          |
| 2009/10 | 14.    | 474    | 36.     | 20      | 13.          | 167          | 12.    | 211    | 13.         | 76          | –          | –          |
| 2010/11 | 19.    | 419    | –       | –       | 20.          | 92           | 6.     | 298    | 28.         | 29          | –          | –          |
| 2011/12 | 41.    | 222    | –       | –       | 20.          | 116          | 26.    | 106    | –           | –           | –          | –          |
| 2012/13 | 7.     | 636    | –       | –       | 4.           | 301          | 5.     | 335    | –           | –           | 13.        | 15         |
| 2013/14 | 17.    | 391    | –       | –       | 17.          | 130          | 10.    | 261    | –           | –           | –          | –          |
| 2014/15 | 81.    | 74     | –       | –       | 40.          | 14           | 26.    | 60     | –           | –           | –          | –          |
| 2015/16 | 33.    | 300    | –       | –       | 23.          | 129          | 17.    | 171    | –           | –           | –          | –          |
| 2016/17 | 9.     | 580    | –       | –       | 21.          | 104          | 3.     | 476    | –           | –           | –          | –          |
| 2017/18 | 21.    | 376    | –       | –       | 15.          | 132          | 10.    | 244    | –           | –           | –          | –          |
| 2018/19 | 26.    | 333    | –       | –       | 21.          | 103          | 12.    | 230    | –           | –           | –          | –          |
| 2019/20 | 72.    | 119    | –       | –       | 39.          | 14           | 22.    | 105    | –           | –           | –          | –          |
| 2020/21 | 55.    | 151    | –       | –       | 39.          | 18           | 23.    | 133    | –           | –           | –          | –          |
| 2021/22 | 103.   | 41     | –       | –       | –            | –            | 37.    | 41     | –           | –           | –          | –          |

### Weltcupsiege
- 20 Podestplätze in Einzelrennen, davon drei Siege:

| Datum           | Ort                    | Land        | Disziplin |
| --------------- | ---------------------- | ----------- | --------- |
| 9. März 2008    | Kranjska Gora          | Slowenien   | Slalom    |
| 1. Februar 2009 | Garmisch-Partenkirchen | Deutschland | Slalom    |
| 5. Januar 2017  | Zagreb                 | Kroatien    | Slalom    |

- 3 Podestplätze bei Mannschaftswettbewerben, davon 1 Sieg

### Europacup
- Saison 2002/03: 6. Gesamtwertung, 2. Slalomwertung, 9. Riesenslalomwertung
- Saison 2003/04: 3. Gesamtwertung, 2. Riesenslalomwertung
- 14 Podestplätze, davon 2 Siege

### Juniorenweltmeisterschaften
- Verbier 2001: 22. Riesenslalom
- Tarvisio/Sella Nevea 2002: 13. Kombination, 17. Slalom, 24. Super-G, 33. Abfahrt

### Weitere Erfolge
- 1 Podestplatz im Nor-Am Cup
- 6 italienische Meistertitel (Slalom 2003, 2009, 2010 und 2013; Riesenslalom 2005 und 2010)
- Bronzemedaille bei der Hallen-Europameisterschaft 2009
- 4 Siege in FIS-Rennen